# ديفيد إم. روزنتال
ديفيد إم. روزنتال (بالإنجليزية: David M. Rosenthal)‏ هو منتج أفلام وكاتب سيناريو ومخرج أمريكي، ولد في 23 مارس 1969 في نيويورك في الولايات المتحدة.

## وصلات خارجية
- ديفيد إم. روزنتال على موقع IMDb (الإنجليزية)
- ديفيد إم. روزنتال على موقع ألو سيني (الفرنسية)
- ديفيد إم. روزنتال على موقع أول موفي (الإنجليزية)
- ديفيد إم. روزنتال على موقع قاعدة بيانات الأفلام السويدية (السويدية)
- ديفيد إم. روزنتال على موقع قاعدة بيانات الفيلم (الإنجليزية)
- ديفيد إم. روزنتال على موقع كينوبويسك (الروسية)